# Andrew Cunanan
Andrew Phillip Cunanan (31 tháng 8 năm 1969 – 23 tháng 7 năm 1997) là một tội phạm giết người hàng loạt người Mỹ khi ít nhất giết 5 người, trong đó có nhà tạo mẫu danh tiếng Gianni Versace, chỉ trong vòng 3 tháng của năm 1997. Ngày 12 tháng 6 năm 1997, Cunanan có tên ở vị trí 449 trong danh sách "Tội phạm bị truy nã" bởi FBI. Vụ án khép lại sau khi Cunanan tự sát bằng súng ở tuổi 27.

## Phim
- Golan, Menahem (1998). The Versace Murder.